# 曽禰好忠
- 曽禰好忠
- 曾禰好忠

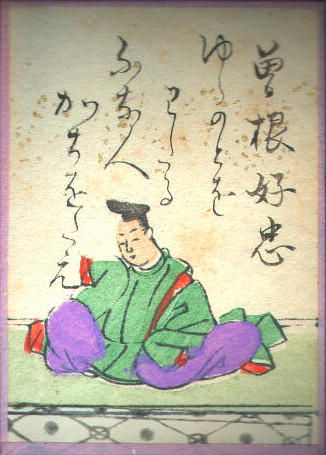
曽禰好忠

曽禰 好忠（そね の よしただ、生没年不詳）は、平安時代中期の歌人。出自については未詳。中古三十六歌仙の一人。官位は六位・丹後掾。長く丹後掾を務めたことから曾丹後（そたんご）とも曾丹（そたん）とも称された。

## 経歴
当時としては和歌の新しい形式である「百首歌」を創始し、さらに1年を360首に歌いこめた「毎月集」を作った。当時の有力歌人であった源順・大中臣能宣・源重之らと交流があったが、偏狭な性格で自尊心が高かったことから、社交界に受け入れられず孤立した存在であった。新奇な題材や『万葉集』の古語を用いて斬新な和歌を読み、平安時代後期の革新歌人から再評価された。
『拾遺和歌集』（9首）以下の勅撰和歌集に94首入集。家集に『曾丹集』がある。小倉百人一首
46番（及び『新古今和歌集』恋一1071）より。
由良の門を　渡る舟人　梶を絶え　行方も知らぬ　恋の通かな

## 逸話
寛和元年2月13日（985年3月7日）、円融上皇の紫野での子の日の御遊において、官位に関係なく歌人の和歌を鑑賞する趣向の催しが開かれた際、催しに呼ばれていないにもかかわらず、好忠や中原重節たちが強引に歌人の座に着席したところ、藤原実資・藤原朝光の指図により追い出された。しかし、源時通によれば、「好忠は已に召人の内に在った」らしい。また、上皇御前から遠ざけられた後、腹を立てた殿上人たちから、多くの見物人たちの前で暴行を加えられた。